# Sabellidites
Genre
Sabellidites est un genre fossile d'organismes à symétrie bilatérale datant de la période géologique de l'Édiacarain et dont l'espèce type est Sabellidites cambriensis. C'est l'un des genres d'annélides les plus anciens,,.

## Liste des espèces
Selon GBIF (21 février 2025) :
- † Sabellidites badaowanensis Luo & Zhang, 1986
- † Sabellidites yunnanensis Luo & Zhang, 1986

Selon Paleobiology Database en 2022 ce genre n'est représenté par aucune espèce.

## Systématique
Le nom valide complet (avec auteur) de ce taxon est Sabellidites Yanichevsky (d), 1926.

### Publication originale
- (en) M. E. Yanichevsky, « On the remains of the tubular worms from the Cambrian blue clays », Ezhegodnik Russkogo Paleontologicheskogo Obchestva, Leningrad, vol. 4,‎ 1926, p. 99–112.